# Brett Ratner
Pour les articles homonymes, voir Ratner.
Brett Ratner est un réalisateur et producteur américain, né le 28 mars 1969 à Miami.

## Biographie
Brett Ratner est né à Miami en Floride. Il a grandi dans une « famille juive de classe moyenne », à Miami Beach.
Diplômé de la Tisch School of the Arts de l'université de New York, son court-métrage, Whatever happened to Mason Reese, est son projet de thèse.
Son premier long-métrage est Argent comptant qui rencontre le succès au box-office américain. Le film est servi par Charlie Sheen et Chris Tucker dans une petite histoire d'arnaques et de diamants. Brett Ratner fait un retour très marqué avec Rush Hour qui est un véritable succès au box-office américain, récoltant plus de 250 millions de dollars.
En 2000, il réalise Family Man avec Nicolas Cage et Téa Leoni, une petite comédie de 60 000 000 $ qui ne rencontre pas le même succès que Rush Hour. L'année suivante il retrouve son duo culte pour reprendre les aventures dans Rush Hour 2 qui est encore une fois un succès public.
En 2002, il s'éloigne de la comédie en acceptant de conclure la trilogie de Hannibal Lecter, avec Anthony Hopkins, et Edward Norton, avec le thriller psychologique Dragon rouge. Il s'agit de la deuxième adaptation cinématographique après Le Sixième Sens de Michael Mann. Le film est un succès commercial.
En 2004, il fait appel à Pierce Brosnan et Salma Hayek pour la comédie d'action Coup d'éclat, une histoire de diamants aux Bahamas. Le film est un semi-succès au box-office.
En 2005, il est engagé pour conclure une autre trilogie. Il remplace Bryan Singer, engagé pour réaliser Superman Returns, pour prendre les commandes de X-Men : L'Affrontement final avec toujours la même distribution. Le réalisateur Matthew Vaughn avait d'abord été sollicité pour reprendre le flambeau, mais avait décliné. Le film est un très grand succès commercial au box-office rapportant plus de 450 millions de dollars.
En 2007, il revient à la comédie avec Rush Hour 3, dont l'action se passe à Paris, et qui n'est pas un gros succès. Puis en 2011, avec Le Casse de Central Park, où il dirige les stars Ben Stiller et Eddie Murphy, qui revient au genre après une longue absence.
En 2014, il propose une version modernisée du héros Hercule dans son film Hercule, avec Dwayne Johnson dans le rôle-titre[réf. nécessaire].
En 2022, Brett Ratner devait faire son retour derrière la caméra avec un biopic consacré au duo Milli Vanilli. Le projet ne s'est cependant pas concrétisé.

## Accusations d'agressions sexuelles, de harcèlement sexuel et d'homophobie

### Accusations d'agressions sexuelles et harcèlement
Le 1er novembre 2017, dans le contexte des révélations suivant l'affaire Harvey Weinstein, le Los Angeles Times annonce que six femmes dont Olivia Munn et Natasha Henstridge accusent Brett Ratner de harcèlement sexuel et d'agression sexuelle. Ratner rejette ces accusations,.

### Accusations d'agression sexuelle sur Natasha Henstridge
Natasha Henstridge accuse le réalisateur de l'avoir forcée à lui faire une fellation alors qu'elle était une mannequin agée de 19 ans à New York. Elle reproche également au réalisateur des violences physiques à son encontre et d'avoir profité de son infériorité physique : "il m'a tordu le bras. Et il s'est imposé physiquement". À la suite des lourdes insistances de Ratner et épuisée psychologiquement, elle aurait cédé à ses avances. Henstridge déclare avoir été inspirée à prendre la parole par les dizaines de femmes ayant récemment dénoncé des violences sexuelles visant le producteur de cinéma Harvey Weinstein qui était l'une des personnalités les plus influentes d'Hollywood. Le réalisateur répond aux accusations de Natasha Henstridge par l'intermédiaire d'une lettre de dix pages de Martin Singer, son avocat : « Je représente M. Ratner depuis deux décennies et aucune femme ne l'a jamais accusé de comportement sexuel inapproprié ou de harcèlement sexuel. Qui plus est, aucune femme n'a jamais demandé ou conclu un accord financier avec mon client »,.

### Accusations d'agression sexuelle sur Olivia Munn
L'actrice Olivia Munn affirme au quotidien que Brett Ratner s'était masturbé devant elle alors qu'elle apportait à manger dans sa caravane pendant le tournage du film Coup d'éclat, dont Ratner était le réalisateur. Olivia Munn avait déjà raconté la scène dans un livre il y a quelques années, sans dévoiler l'identité de son agresseur sexuel. L'année dernière, Brett Ratner avait reconnu être la personne décrite par Olivia Munn tout en niant l'existence des faits évoqués.

### Accusations de harcèlement sexuel sur Jaime Ray Newman
En novembre 2017, l'actrice Jaime Ray Newman affirme avoir rencontré Brett Ratner en 2005 alors qu'ils étaient tous deux en première classe sur un vol d'Air Canada. Le cinéaste a échangé ses sièges avec son assistant avant le départ pour qu'il puisse être assis à côté d'elle. Jaime Ray Newman, qui était sur le point de tourner son premier grand rôle d'actrice dans la série télévisée Supernatural, était ravie de parler avec un « célèbre réalisateur » sur le point de diriger X-Men : L'Affrontement final.
Cinq minutes après le décollage de l'avion, Ratner a commencé à décrire à haute voix et avec plusieurs détails explicites de quelle manière il souhaitait entretenir des rapports sexuels avec elle. Selon l'actrice, Brett Ratner lui avait dit plus crûment, expliquant en termes vulgaires qu'il avait besoin de sexe – pas d'alcool ou de drogues. Il lui aurait également montré des photos de sa compagne nue. Elle précise : « Il décrivait graphiquement le sexe oral et à quel point il en était accro ». Newman a déclaré qu'elle avait été tellement secouée par la rencontre qu'elle en avait immédiatement parlé à une poignée de personnes. Sa mère et un ami proche ont confirmé au quotidien The Times que l'actrice avait partagé des détails peu de temps après le vol. Newman assure avoir été très choquée par cette rencontre,.

### Accusations d'homophobie et de harcèlement sexuel par Elliot Page
En novembre 2017, Elliot Page prend la parole sur Facebook et accuse le réalisateur d'homophobie. Il lui reproche notamment de l'avoir humilié sur le tournage de X-Men : L'Affrontement final, en racontant que le réalisateur l'avait pointé du doigt alors qu'il était âgé de 18 ans tandis qu'il disait à une femme de dix ans de plus que lui : « Tu devrais la baiser pour lui faire réaliser qu'elle est gay ».
Page poursuit ses allégations et affirme avoir été témoin de nombreux actes de harcèlement sexuel proféré par Brett Ratner envers d'autres femmes : « Cet homme, qui m'avait engagée dans le film, a lancé nos mois de tournage avec cette requête horrible et pas remise à cause, à un événement professionnel. Il m'a outée en public sans considération pour mon bien-être, un acte que nous reconnaissons tous comme étant homophobe. J'ai ensuite continué à le voir dire des choses dégradantes aux femmes sur le plateau. Je me souviens de l'une d'elles se dirigeant vers le moniteur, alors qu'il faisait un commentaire sur sa chatte molle. » (Elliot Page n'ayant pas encore fait son coming out transgenre, il était considéré comme femme).

### Tensions avec Gal Gadot
À la suite de ces allégations, le tabloïd Page Six rapporte que l'actrice Gal Gadot ne souhaite pas tourner la suite de Wonder Woman si Brett Ratner reste lié au projet. Le réalisateur est finalement évincé du projet. Le studio Warner Bros, producteur du film, dément les intentions prêtées à Gal Gadot dans l'article du tabloïd. Cette dernière, invitée d'un talk-show, affirme n'avoir « rien réclamé » et que « la décision avait déjà été prise avant que ne sorte l'article ».

## Filmographie

### Réalisateur

#### Courts métrages
- 1990 : Whatever Happened to Mason Reese
- 2009 : New York, I Love You - segment Brett Ratner
- 2013 : My Movie Project (Movie 43) - segment Happy Birthday

#### Longs métrages
- 1997 : Argent comptant (Money Talks)
- 1998 : Rush Hour
- 2000 : Family Man (The Family Man)
- 2001 : Rush Hour 2
- 2002 : Dragon rouge (Red Dragon)
- 2004 : Coup d'éclat (After the Sunset)
- 2005 : X-Men : L'Affrontement final (X-Men: The Last Stand)
- 2007 : Rush Hour 3
- 2011 : Le Casse de Central Park (Tower Heist)
- 2014 : Hercule (Hercules)

#### Télévision
- 1998 : Partners (téléfilm)
- 2005 : Prison Break - saison 1, épisode 1
- 2008 : Blue Blood (téléfilm)
- 2011 : Chaos - saison 1, épisode 1
- 2012 : Rogue (téléfilm)

#### Clips
- 1998 : I Still Believe (Mariah Carey)
- 1999 : Beautiful Stranger (Madonna)
- 1999 : Heartbreaker (Mariah Carey)
- 1999 : Thank God I Found You (Mariah Carey & Joe featuring Joe and 98 Degrees)
- 2005 : It's Like That (Mariah Carey)
- 2005 : We Belong Together (Mariah Carey)
- 2006 : A Public Affair (Jessica Simpson)
- 2008 : Touch My Body (Mariah Carey)
- 2009 : Obsessed (Mariah Carey)
- 2009 : H.a.t.e.u. (Mariah Carey)

### Producteur

#### Cinéma
- 1990 : Un gentleman en cavale (Double Take) de George Gallo
- 1990 : Whatever Happened to Mason Reese (court métrage) de lui-même
- 1995 : Helmut by June (TV) de June Newton
- 2001 : Velocity Rules (court métrage) de Patty Jenkins
- 2002 : Paid in Full de Charles Stone
- 2002 : A Ribbon of Dreams de Philip W. Chung
- 2005 : Very Bad Santa (Santa's Slay) de David Steiman
- 2006 : La Peur au ventre (Running Scared) de Wayne Kramer
- 2006 : Complot à la Maison-Blanche (End Game) d'Andy Cheng
- 2007 : Nom de Code : Le Nettoyeur (Code Name: The Cleaner) de Les Mayfield
- 2008 : Las Vegas 21 (21) de Robert Luketic
- 2010 : Kites de James Ordonez
- 2010 : Catfish de Henry Joost et Ariel Schulman
- 2010 : Mother's Day de Darren Lynn Bousman
- 2010 : Skyline de Greg et Colin Strause (producteur délégué)
- 2011 : Comment tuer son boss ? (Horrible Bosses) de Seth Gordon
- 2012 : Blanche-Neige (Mirror, Mirror) de Tarsem Singh
- 2012 : Chinese Zodiac (Shi Er Sheng Xiao) de Jackie Chan (producteur délégué - non crédité)
- 2014 : Jersey Boys de Clint Eastwood (producteur délégué)
- 2014 : Hercule de Brett Ratner
- 2014 : Comment tuer son boss 2 (Horrible Bosses 2) de Sean Anders
- 2014 : La Promesse d'une vie (The Water Diviner) de Russell Crowe (producteur délégué)
- 2015 : Chuck Norris vs. Communism d'Ilinca Calugareanu
- 2015 : Strictly Criminal (Black Mass) de Scott Cooper
- 2015 : Secret Agency (Barely Lethal) de Kyle Newman
- 2015 : I Saw the Light de Marc Abraham
- 2015 : In the Name of Honor (documentaire) de Pawel Gula
- 2015 : Truth : Le Prix de la vérité (Truth) de James Vanderbilt
- 2015 : The Revenant d'Alejandro González Iñárritu (coproducteur)
- 2016 : War Dogs de Todd Phillips
- 2016 : Avant le déluge (Before the Flood) (documentaire) de Fisher Stevens
- 2016 : Dark Murders (Dark Crimes) d'Aléxandros Avranás
- 2016 : L'Exception à la règle (Rules Don't Apply) de Warren Beatty
- 2017 : Lego Ninjago, le film (The Lego Ninjago Movie) de Charlie Bean, Paul Fisher et Bob Logan
- 2019 : Georgetown de Christoph Waltz

#### Télévision
- 2005-2017 : Prison Break - 89 épisodes (producteur délégué)
- 2009 : La Dernière Évasion (Prison Break: The Final Break) (téléfilm) de Kevin Hooks et Brad Turner
- 2011 : Chaos (producteur délégué)
- 2011-2017 : American Masters - 2 épisodes
- 2016 : Rush Hour - 13 épisodes (producteur délégué)

### Autres
- 1990 : Whatever happened to Mason Reese (court-métrage) - scénariste
- 1999 : Black and White - acteur (lui-même)
- 2007 : Entourage - saison 3 épisode 19 acteur (lui-même)
- 2011 : Chaos (série télévisée) - compositeur du thème principal